# کالن مالوی
کالن مالوِی (انگلیسی: Callan Mulvey؛ زادهٔ ۲۴ فوریهٔ ۱۹۷۵) هنرپیشه اهل استرالیا و زادهٔ کشور زلاندنو است. از فیلم‌هایی که وی در آن نقش داشته است می‌توان به سی دقیقه پس از نیمه‌شب، ۳۰۰: ظهور یک امپراتوری، یک دلاور و کاپیتان آمریکا: سرباز زمستان اشاره کرد.

## زندگی شخصی
وی سال‌ها با لارا کوکس رابطه داشت. اما در نهایت در سال ۲۰۱۰ با «راشل توماس» ازدواج کرد.